# Hypsicera townesus
Hypsicera townesus är en stekelart som beskrevs av Chiu 1962. Hypsicera townesus ingår i släktet Hypsicera och familjen brokparasitsteklar. Inga underarter finns listade i Catalogue of Life.